# Porto Katsiki
Porto Katsiki är en strand i Grekland.   Den ligger i regionen Joniska öarna, i den västra delen av landet, 280 km väster om huvudstaden Aten. Porto Katsiki ligger på ön Lefkas.